# Polinomis actuaris
En matemàtiques, els polinomis actuaris a(β)
n(x) són polinomis estudiats per Letterio Toscano donat per la funció generadora
{\displaystyle \displaystyle \sum _{n}{\frac {a_{n}^{(\beta )}(x)}{n!}}t^{n}=\exp(\beta t+x(1-e^{t}))}